# Adolf-Grimme-Preis 1972
Der 9. Adolf-Grimme-Preis wurde 1972 verliehen. Die Preisverleihung fand am 10. März 1972 im Theater Marl statt.
Im Rahmen der Veranstaltung wurde auch der „Sonderpreis des Stifterverbands für die Deutsche Wissenschaft“ vergeben.

## Preisträger

### Adolf-Grimme-Preis mit Gold
- Theo Gallehr und Rolf Schübel (für Buch und Regie zu Rote Fahnen sieht man besser. Eine Betriebsstillegung aus der Sicht der Entlassenen, WDR)

### Adolf-Grimme-Preis mit Silber
- Eberhard Fechner (für Buch und Regie zu Das Klassenphoto (11). Erinnerungen deutscher Bürger, NDR)
- Enzio von Cramon, Harald Hohenacker, Ute Oswald und Juliane Schuhler (für Buch und Regie zu Welt unserer Kinder (10), Teil 1: Marcel oder die Frage nach der Ordnung, BR)
- Peter Zadek (für Buch und Regie zu Der Pott, WDR)

### Adolf-Grimme-Preis mit Bronze
- Siegfried Braun, Reinhold Iblacker und Axel de Roche (für die Redaktion bei Die letzte Station – Dreharbeiten in einer Sterbeklinik, ZDF)
- Edith Scholz (für Buch und Regie zu Im Beben der Erde ist mein Tag – Revolutionäre Kunst in Mexiko, WDR)
- Helmut Pigge (für das Buch zu Operation Walküre. 2. Teil: Tote Stunden – Die Geschehnisse des 20. Juli 1944, WDR)
- Mechthild Lange (für Buch und Regie zu Psychologische Tests, Folge 1: Messen, was messbar ist, NDR)

### Adolf-Grimme-Preis für das interessanteste Experiment
- Thomas Bernhard (Buch), Ferry Radax (Regie) und Gérard Vandenberg (Kamera) (für die Sendung Der Italiener, WDR)

### Besondere Ehrung
- Fried Thumser (für besondere Leistungen zur Entwicklung des Fernsehprogramms)

### Ehrende Anerkennung der JuryAllgemeine Programme
- Ekkehard Kloehn und Bernd Leptihn (für das Buch zu Die letzten 24 Stunden im Leben des Herrn Lemming. Ein Zeitgenosse auf der Jagd nach den Umweltverschmutzern, NDR)
- Martin Eberspächer, Ulrich Chaussy, Emanuel Lemp, Franz-Maria Sonner, Wolfgang Linder und Heinz Lindner (für die Redaktion bei Bildstörung IV. Wohnungsprobleme im Zusammenhang mit Stadtentwicklungsplänen, BR)
- Marcel Ophüls (für Buch und Regie zu Auf der Suche nach meinem Amerika (1), NDR)
- Helmut Greulich und Peter Rüchel (für die Redaktion von Direkt – Ein Magazin mit Beiträgen junger Zuschauer, ZDF)
- Christian Geissler (Buch), Hajo Dudda (Buch) und Lothar Janssen (Regie) (für die Sendung Sozial-Report, NDR)

### Besondere Anerkennung
- WDR (für die Bemühungen, Kriterien für eine Transparenz des Fernsehprogramms zu entwickeln und den Fernsehteilnehmer zu aktivieren, insbesondere mit den Sendungen Orakel und Glashaus)

### Sonderpreis der Landesregierung Nordrhein-Westfalen
- Franz Baumer (für das Drehbuch der Produktion mit dem Titel Hermann Hesse – Heiliger der Hippies?, BR)

### Sonderpreis des Stifterverbands für die Deutsche Wissenschaft
- Rüdiger Proske (für das Buch zu Auf der Suche nach der Weit von morgen: Am Ende unserer Zukunft? Teil 1: Die USA im Kampf gegen die Umweltverschmutzung, NDR)